# Dimitrie D. Pompeiu
Dimitrie Pompeiu (n. 22 septembrie 1873, Broscăuți, Botoșani, România – d. 8 octombrie 1954, București, România) a fost un matematician român, profesor la universitățile din Iași, București și Cluj, membru titular al Academiei Române.

## Biografie
A urmat școala primară și gimnaziul în Dorohoi și apoi școala normală de institutori la București. Din clasa a 3-a începe să colaboreze cu rezolvări de probleme de aritmetică la revista Recreații științifice din Iași.
În perioada 1893-1898 a funcționat ca institutor la Galați și apoi la Ploiești. În 1898 obține un concediu plătit și pleacă la Paris, unde își termină studiile secundare și se înscrie la Universitate, devenind licențiat în matematici. În anul 1905 și-a susținut teza de doctorat sub conducerea lui Henri Poincaré. În toamna anului 1905 se întoarce în țară, ocupă un post de conferențiar de analiză matematică, iar din 1907 este profesor de mecanică la Universitatea din Iași. În 1912 se transferă la București ca succesor al lui Spiru Haret, iar din 1930 ca profesor de teoria funcțiilor, după pensionarea lui David Emmanuel. În 1934 este ales membru al Academiei Române.
A adus numeroase contribuții în domeniul analizei matematice, teoriei funcțiilor de o variabilă complexă, mecanicii raționale s.a.
Cea mai importantă lucrare a sa este teza de doctorat (Paris, 1905), rămasă celebră, Sur la continuité des fonctions de variables complexes („Asupra continuității funcțiilor de o variabilă complexă”), în care a demonstrat existența funcțiilor analitice continue pe mulțimea singularităților lor (funcțiile Pompeiu). 
Pompeiu este inițiatorul teoriei funcțiilor poligene, care constituie o extindere naturală a funcțiilor analitice. În acest domeniu a introdus noțiunea de derivată areolară și a extins celebra formulă a lui Cauchy, prin formula cunoscută ca formula lui Cauchy-Pompeiu.
De asemenea a introdus noțiunea de distanță între două mulțimi și a construit funcții reale, neconstante, a căror derivată se anulează în orice interval, denumite funcții Pompeiu. Este creatorul școlii matematice de teoria ecuațiilor cu derivate parțiale și de mecanică. 
Într-o scurtă lucrare publicată în anul 1929, Pompeiu demonstrează că dacă integrala dublă a unei funcții continue în plan are aceeași valoare pe orice pătrat de latură dată, atunci funcția se reduce la o constantă. Aceasta simplă observație a generat una dintre cele mai interesante probleme ale analizei matematice, cunoscută ca „problema lui Pompeiu”. 
O altă simplă observație, care a condus la numeroase cercetări, este cea privind teorema creșterilor finite.
De numele lui Pompeiu se leagă organizarea la Cluj, după primul război mondial, a învățământului matematic românesc. El organizează seminarul matematic din Cluj, după exemplul celebrului seminar de la College de France. De asemenea, în 1929, împreună cu Petru Sergescu, înființează revista Mathematica, de largă circulație internațională. 
Opera matematică a lui Pompeiu este conținută în cele aproximativ 150 de lucrări publicate.
În 1934 a devenit membru titular al Academiei Române.
A fost membru titular al Academiei de Științe din România începând cu 5 iunie 1943.